# Filipe Melo (político)
António Filipe Dias Melo Peixoto (12 de agosto de 1981), geralmente conhecido como Filipe Melo, é um gestor de empresas e político português. Atualmente, assume as funções de deputado à Assembleia da República e presidente da distrital de Braga do CHEGA.
Filipe Melo é formado em relações internacionais, tendo sido bancário durante quinze anos no antigo Banco Espírito Santo. É gestor de empresas desde 2016.
Filipe Melo consta ainda da lista pública de execuções do Ministério da Justiça, estando envolvido em três processos no Tribunal Judicial da Comarca de Braga, com uma dívida de 80.493,55 euros ao Estado português.

## Atividade política
Em dezembro de 2020, escreveu no Facebook, sobre a colega de partido Cibelli Pinheiro de Almeida, à época presidente da mesa da Assembleia Distrital, para criticar um possível adiamento das eleições distritais: “Não vai ser uma brasileira que vai mandar nos destinos de um partido nacionalista… Se uma Brasileira não se preocupa com o futuro do Partido e do nosso líder, vamos mostrar de que raça somos feitos”. A dirigente acusou-o de xenofobia, questionando, num artigo que publicou: “Qual será a verdadeira razão de ser perseguida dentro do partido? Será porque sou cristã, brasileira, branca ou mulher?”
Nas eleições autárquicas de 2021 foi eleito para a Assembleia Municipal de Braga.
Nas eleições legislativas de 2022, foi cabeça de lista por Braga pelo partido Chega, estando longe de reunir consenso entre as concelhias do distrito. A 28 de janeiro, a Concelhia de Barcelos do Chega anunciou a retirada de confiança política à Distrital de Braga e ao seu presidente, Filipe Melo, em nota assinada por Agostinho Mota, presidente da concelhia. A decisão foi tomada depois da distrital de Braga ter feito duas ações de campanha em Barcelos sem antes se reunir com a concelhia. Durante a campanha, Filipe Melo usou em Guimarães o lema “Deus, Pátria, Família e Trabalho”, uma adaptação da ideia popularizada por Salazar. Apesar dos conflitos internos, Melo foi eleito deputado pelo círculo de Braga. No dia 19 de janeiro de 2024, André Ventura, presidente do CHEGA, voltou a confirmá-lo como cabeça de lista às eleições legislativas de 2024 por Braga.

## Deputado à Assembleia da República

### XV Legislatura da República Portuguesa
A 30 de janeiro de 2022, Filipe Melo foi eleito deputado à Assembleia da República pelo CHEGA, pelo círculo eleitoral de Braga. A 30 de setembro de 2023, participou numa manifestação de apoio à habitação, em Lisboa, juntamente com os deputados Rui Paulo Sousa e Jorge Galveias. Nessa manifestação, foram agredidos e insultados, sendo necessária a intervenção e uma escolta da Polícia. Ainda na manifestação, condenou os atos antidemocráticos dos manifestantes, afirmando: "Infelizmente, é esta a democracia que estas pessoas tanto apregoam? É que se é isto a democracia, então estamos na democracia errada. Todos têm o direito de se manifestar, seja de esquerda, seja de centro, seja de direita, nós compreendemos as reivindicações deles todos, associamo-nos a essas reivindicações, a essas manifestações, estamos solidários com elas. Agora, não podemos é compactuar com agressões e insultos". No primeiro plenário da Assembleia da República, logo após este incidente, André Ventura condenou o Presidente da Assembleia da República, Augusto Santos Silva, por não deixar nenhuma palavra de apoio aos deputados, por não condenar os manifestantes e por dizer "Devemos respeitar as manifestações cujos produtores, cujas motivações e cujos objetivos estão muito distantes dos nossos." Após essa intervenção de Santos Silva, Ventura afirmou, que "O senhor presidente, meu presidente já não é, desta bancada já não é, de uma parte do país já não é, e eu não o reconheço como presidente da Assembleia da República, e vou-me embora." Após essa intervenção, todos os deputados do grupo parlamentar do CHEGA abandonaram o plenário e deixaram nas suas bancadas um cartão a dizer "Santos Silva = Vergonha".

#### Comissões Parlamentares
- Comissão de Economia, Obras Públicas, Planeamento e Habitação;
- Comissão de Assuntos Europeus [suplente];
- Comissão de Saúde [suplente].

### XVI Legislatura da República Portuguesa
A 10 de março de 2024, foi reeleito deputado à Assembleia da República pelo CHEGA, pelo círculo eleitoral de Braga. No dia 27 de março de 2024, foi eleito vice-secretário para a Mesa da Assembleia da República.

## Resultados eleitorais

### Eleições Autárquicas
| Data | Municipio | CI. | Votos | %             | +/-  | Deputados | +/-  | Status |
| ---- | --------- | --- | ----- | ------------- | ---- | --------- | ---- | ------ |
| 2021 | Braga     | 5.º | 4 827 | 5,24 / 100,00 | Novo | 2 / 38    | Novo | Eleito |

### Eleições legislativas
| Data | Distrito | CI. | Votos  | %              | +/-   | Deputados | +/- | Status | Notas    |
| ---- | -------- | --- | ------ | -------------- | ----- | --------- | --- | ------ | -------- |
| 2022 | Braga    | 3.º | 28 746 | 5,81 / 100,00  | 5.13  | 1 / 18    | 1   | Eleito | Oposição |
| 2024 | Braga    | 3.º | 93 826 | 16,86 / 100,00 | 11,05 | 4 / 18    | 3   | Eleito |          |